# Samuel P. Huntington
Samuel Phillips Huntington (Nova Iorque, 18 de abril de 1927 – Martha’s Vineyard, 24 de dezembro de 2008) foi um cientista político norte-americano, muito influente nos círculos politicamente mais conservadores.
Tornou-se conhecido por sua análise do relacionamento entre os militares e o poder civil, por suas investigações acerca dos golpes de estado e, principalmente, por sua polêmica teoria do choque de civilizações, inspirada pelo historiador e filósofo polonês Feliks Koneczny, segundo a qual os principais atores políticos do século XXI seriam civilizações e não os estados nacionais, e as principais fontes de conflitos após a guerra fria, não seriam as tensões ideológicas mas as culturais.
O conceito do choque de civilizações apareceu pela primeira vez em um artigo publicado em 1993 na revista Foreign Affairs. Posteriormente, Huntington ampliou sua tese no livro O choque de civilizações, publicado em 1996 e traduzido em mais de 39 idiomas.
Samuel Huntington foi autor, coautor e editor de 17 livros e mais de 90 artigos acadêmicos sobre seus principais temas de trabalho. Mais recentemente, analisou os efeitos que a imigração representa para os Estados Unidos, que considera como fenômeno que desencadeia ameaças ligadas ao seu conceito de choque de civilizações.

## Vida acadêmica

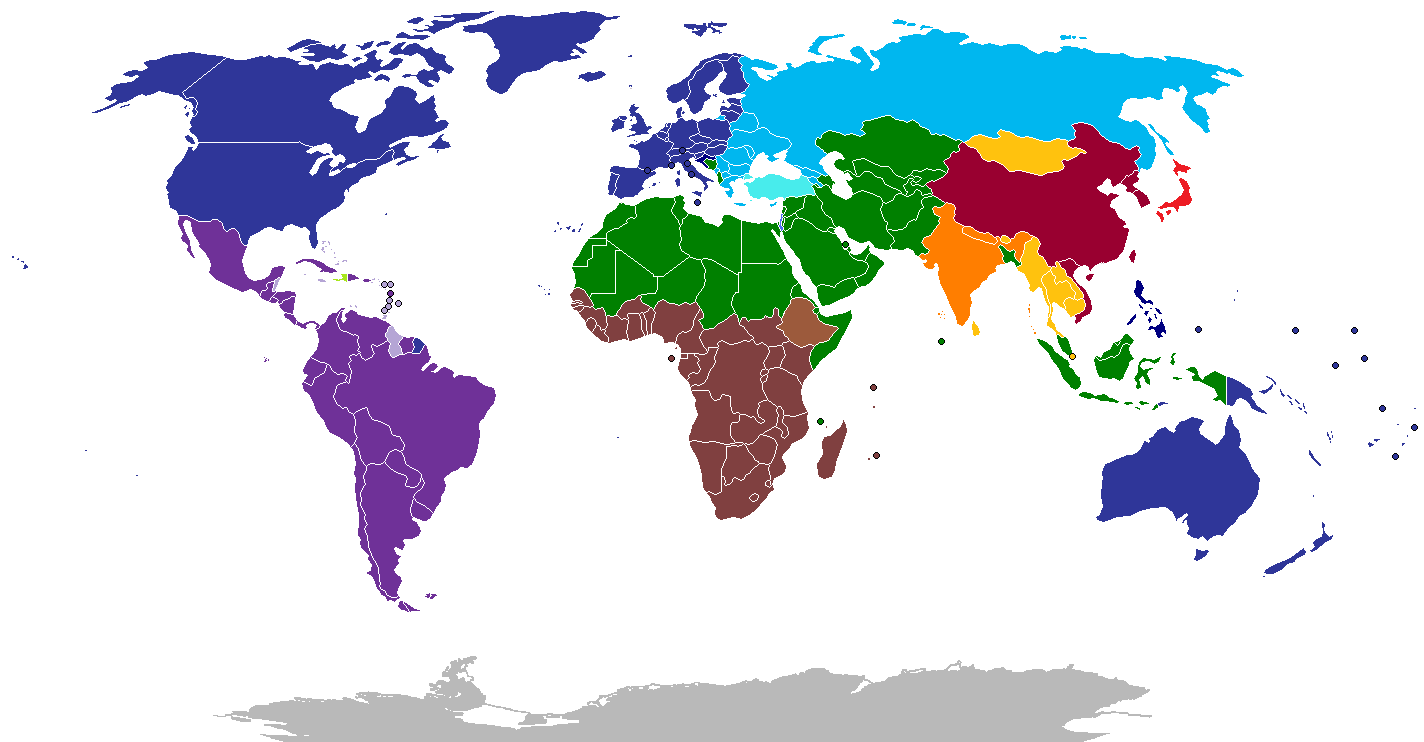
O mapa das principais civilizações, segundo Huntington.
vermelho escuro: Civilização sínica
vermelho: Civilização nipônica
laranja: Civilização hindu
amarelo: Civilização budista
verde: Civilização islâmica
azul escuro: Civilização ocidental
roxo: Civilização latinoamericana
azul claro: Civilização ortodoxa
marrom: Civilização subsaariana
turquesa: Turquia
azul: Israel
marrom claro: Etiópia
verde claro: Haiti

Huntington graduou-se pela Yale University e obteve um doutorado da Harvard University, onde lecionou até 2007. Nos anos 1960, tornou-se um acadêmico destacado ao publicar Political Order in Changing Societies, uma obra que desafia a visão convencional dos teóricos da modernização de que a economia e o progresso social produziriam democracias estáveis em países recentemente descolonizados. Como consultor do presidente Lyndon Johnson, publicou, em 1968, um influente artigo no qual justificou o pesado bombardeio das áreas rurais do Vietnã do Sul como forma de impelir os defensores dos Vietcong para as cidades.
Também foi co-autor de The Crisis of Democracy: On the Governability of Democracies, um relatório lançado pela Comissão Trilateral em 1976. Entre 1977 e 1978, Huntington foi Coordenador do Planejamento de Segurança da Casa Branca para o National Security Council.

## Obras selecionadas
- "National Policy and the Transoceanic Navy." United States Naval Institute Proceedings 80, 5 (Mai. 1954): p. 483–493. online
- The Soldier and the State: The Theory and Politics of Civil-Military Relations (1957)
- The Common Defense: Strategic Programs in National Politics (1961)
- Political Order in Changing Societies (1968)
- The Crisis of Democracy: On the Governability of Democracies with Michel Crozier e Joji Watanuki (1976)
- Political Power: USA USSR - Similarities and contrasts, Convergence or evolution com Zbigniew Brzezinski (1977)
- American Politics: The Promise of Disharmony (1981)
- "Democracy's third wave." Journal of democracy 2.2 (1991): p. 12–34. online Arquivado em abril 3, 2018, no Wayback Machine
- The Third Wave: Democratization in the Late Twentieth Century (1991)
- The Clash of Civilizations and the Remaking of World Order (1996). Publicada no Brasil como O choque das civilizações e a recomposição da nova ordem mundial. Rio de janeiro: Objetiva, 1997. (Ed. Port.: O choque das civilizações e a mudança no ordem mundial. Gradiva Editora, 1999).
- "After twenty years: the future of the third wave." Journal of democracy 8.4 (1997): pages 3–12. online
- Who Are We? The Challenges to America's National Identity (2004), baseado no artigo The Hispanic Challenge, Foreign Policy, Mar./Abr. 2004

Como editor:
- Culture Matters: How Values Shape Human Progress com Lawrence E. Harrison (2000)
- Many Globalizations : Cultural Diversity in the Contemporary World com Peter L. Berger (2002)